# Fridrich z Rothenburgu
Fridrich z Rothenburgu (německy Friedrich von Rothenburg, 1144/1145? – 19. srpna 1167 Řím) byl švábský vévoda, bratranec a spojenec císaře Fridricha Barbarossy.

## Život
Narodil se jako mladší syn římského krále Konráda III. a Gertrudy, dcery hraběte ze Sulzbachu. Královna krátce poté zemřela, starší syn ji následoval do hrobu roku 1150 a o dva roky později zemřel v důsledku choroby i král Konrád. Král na smrtelné posteli určil svým nástupcem na říšském stolci svého synovce Fridricha Barbarossu a chlapec obdržel vévodství švábské.
V září 1157 byl mladý Fridrich na dvorském sněmu ve Würzburgu pasován na přání své tety byzantské císařovny na rytíře. Na počátku šedesátých let společně s Ludvíkem Durynským, českými knížaty a dalšími poskytl císaři vojenskou podporu pro boj s hornoitalskými městy. V letech 1164–1166 byl účastníkem tzv. tübingenského sporu, který císař rozsoudil ve Fridrichův neprospěch. K otevřenému sporu mezi Fridrichem a císařem nedošlo, mladý muž se roku 1166 oženil s Gertrudou, dcerou bavorského vévody Jindřicha Lva a téhož roku se zúčastnil císařova italského tažení.
Zemřel společně s dalšími během epidemie malárie v srpnu 1167 u hradeb města Říma. Jeho ostatky byly přepraveny do říše a uloženy k poslednímu odpočinku po matčině boku v cisterciáckém klášteře Ebrach. Vdova Gertruda se provdala za dánského prince Knuta a uprázdněné vévodství švábské císař předal do rukou svého syna Fridricha.